# Jane Bunford
Jane "Jinny" Bunford (Birmingham, 26 juli 1895 – aldaar, 1 april 1922) was een Britse vrouw, die met haar lengte van 2,41 m de langste vrouw ter wereld gedurende haar leven was, en de langste Britse vrouw ooit.
Jinny Bunford leefde in Bartley Green, Northfield bij Birmingham. Haar eerste 11 levensjaren waren normaal en in juli 1906 had ze een normale lengte van 1,52 m. Die maand liep ze na een fietsongeluk een hersenfractuur op waarbij men aanneemt dat haar hypofyse geraakt werd, en deze vervolgens door een hypofysetumor een overvloedige hoeveelheid groeihormonen verspreidde. Het hierop volgende hyperpituitarisme of acromegalie, en zelfs de werking van de hypofyse, was in 1906 nog niet gekend en kon niet behandeld worden. De eerste wetenschappelijke doorbraken hier dateren van 1915.
Jinny Bunford liet ook haar haar groeien, en ze had twee vlechten van 2,47 m. Zowel haar lengte als de lengte van haar haar leverden haar later een vermelding op in het Guinness Book of Records. Ze stond bekend als een lieve, verlegen jongedame die veel lucratieve aanbiedingen om met haar lengte of haarlengte te pronken weigerde.
Na haar overlijden werd ze begraven, maar hoewel er geen duidelijkheid blijkt te bestaan over hoe de Medische School van de universiteit van Birmingham het recht verkreeg, bleek haar skelet nadien in het bezit van de universiteit, die het pas in 2005 vrijgaf waarna een nieuwe begrafenis kon uitgevoerd worden.
In 2013 noemde het stadsbestuur van Birmingham een kleine toegangsstraat tot een nieuw huizenblok in haar wijk in eerbetoon de Bunford Close.